# Хайнрих V фон Хонщайн-Зондерсхаузен
Хайнрих V (III) фон Хонщайн-Зондерсхаузен (на немски: Heinrich V (III) von Honstein-Sondershausen; * ок. 1290; † ок. 24 април 1356) е граф на Хонщайн-Зондерсхаузен (1312), пфандхер на Волмирщет (1327), пфандхер на Дорнбург (1343), пфандхер на Ротенбург (1347), споменат в документ 1300 г.

## Произход
Той е син на граф Хайнрих III фон Хонщайн-Арнсберг-Зондерсхаузен († 1305//1306) и съпругата му Юта фон Равенсберг († 1305), дъщеря на граф Ото II (III) фон Равенсберг († 1306) и Хедвиг фон Липе († 1315). Брат е на Дитрих IV († 11 април 1317), граф на Хонщайн в Зондерсхаузен.
След смъртта му линията изчезва.

## Фамилия
Хайнрих V се жени пр. 1341 г. за принцеса Матилда фон Брауншвайг-Люнебург и Гьотинген (* 1293, † 1 юни 1356/ сл. 28 октомври 1357) от род Велфи, дъщеря на херцог Албрехт II фон Брауншвайг-Волфенбютел-Гьотинген († 1318) и съпругата му Рикса фон Верле († 1317). Те имат четири дъщери:
- Рихца фон Хонщайн-Зондерсхаузен († сл. 1386), омъжена пр. 1 май 1339 г. за граф Фридрих IV фон Байхлинген-Ротенбург-Бенделебен († сл. 1356)
- Агнес фон Хонщайн-Зондерсхаузен († сл. 1382), омъжена на 24 февруари 1338 г. за граф Хайнрих XII фон Шварцбург-Бланкенбург († 1372), граф на Шварцбург-Арнщат (1336 – 71), в Бланкенбург (1352), син на граф Хайнрих X (VII) фон Шварцбург-Бланкенбург[3]
- Елизабет фон Хонщайн-Зондерсхаузен (* ок. 1332; † ок. 1381), наследничка, омъжена пр. 11 юни 1347 г. за граф Гюнтер XXV фон Шварцбург-Бланкенбург († 6 юни 1368), граф на Шварцбург-Рудолщат (1356 – 68), син на граф Хайнрих X (VII) фон Шварцбург-Бланкенбург
- дъщеря, омъжена за Зигфрид фон Хомбург (* 1309; † 20 октомври 1380)